# الکساندرا ادی
الکساندرا ادی (انگلیسی: Alexandra Adi؛ زادهٔ ۱۳ آوریل ۱۹۷۱) یک هنرپیشه اهل ایالات متحده آمریکا است. وی از سال ۱۹۹۵ میلادی تاکنون مشغول فعالیت بوده‌است.

## بخشی از فیلمشناسی
| سال       | عنوان               | نقش                                                     | توضیحات                                 |
| --------- | ------------------- | ------------------------------------------------------- | --------------------------------------- |
| ۱۹۹۷      | کاپ لند             | Young Liz                                               |                                         |
| ۱۹۹۹      | پای آمریکایی (فیلم) | Central Michigan University Girl (در عنوان بندی نیامده) | The girl with Sherman at party          |
| ۲۰۰۵      | مرده‌شوی‌خانه         | Liz                                                     |                                         |
| ۲۰۱۰–۲۰۱۱ | سی‌اس‌آی: میامی       | Nikki Vega                                              | اپیزودهای "Fallen" & "Special Delivery" |